# Gundam 0080: La guerra in tasca
Gundam 0080: La guerra in tasca (機動戦士ガンダム0080 ポケットの中の戦争,?, Kidō Senshi Gandamu 0080: Pocket no naka no sensō ,  "Gundam il Fante Mobile 0080 - La Guerra in Tasca"), noto anche col sottotitolo inglese War in the Pocket, è un OAV di 6 episodi prodotto dalla Sunrise nel 1989; appartiene alla saga dell'Universal Century di Gundam.
Nel 2004 la Star Comics ha pubblicato l'adattamento manga, realizzato in un unico tankōbon da Shigeto Ikehara nel 2003. A Lucca 2023 è stata annunciata la versione italiana dell'anime, pubblicata su Prime Video il 15 gennaio 2024.

## Generalità
Prodotto per celebrare il decimo anniversario della prima serie Mobile Suit Gundam del 1979, Gundam 0080 costituisce il primo OAV della saga e la prima opera ambientata nell'Universal Century che torna sul periodo della Guerra di un anno. Oltre a presentare un aggiornamento del mecha design ed una migliore animazione, questo OAV mantiene l'approccio al tema della guerra già visibile nella prima serie, che non distingue tra buoni e cattivi, ma focalizza l'attenzione sull'assoluta drammaticità dell'evento bellico in quanto tale.

## Trama
Nelle ultime due settimane della Guerra di un anno con l'Operazione Rubicone un commando di Zeon tenta un'azione disperata per distruggere il prototipo di un nuovo mobile suit federale, l'RX-78 NT1 Gundam "Alex", nascosto sulla colonia neutrale di Riah, Side 6. Qui vive Alfred Izuruha, un ragazzino di 9 anni affascinato dai mobile suit, che suo malgrado si ritroverà direttamente coinvolto negli eventi drammatici scatenati dall'incursione, eventi che ne segneranno una repentina maturazione.

## Personaggi
- Alfred Izuruha: chiamato dai suoi amici semplicemente Al, è un ragazzino che vive a Side 6. Ė appassionato di mobile suit, soprattutto quelli di Zeon. Lui ed i suoi coetanei - con cui spesso gioca a fare la guerra - sanno ben poco del conflitto che si combatte lontano dalla loro colonia, soprattutto ne ignorano gli aspetti drammatici. È doppiato in giapponese da Daisuke Namikawa e in italiano da Giorgia Venditti.
- Bernard Wiseman: detto Bernie, è una giovane spia di Zeon e fa parte del commando infiltratosi a Side 6. Fa amicizia con Al e questi lo tiene nascosto, inoltre cerca di aiutarlo nella sua missione. È doppiato in giapponese da Kōji Tsujitani.
- Christina MacKenzie: giovane pilota collaudatore del Gundam NT1, è tornata a casa dopo un periodo di addestramento sulla Terra. Grande amica di Al, nasconde un segreto. È doppiata in giapponese da Megumi Hayashibara e in italiano da Luisa D'Aprile.

## Episodi
| Nº | Titolo italiano Giapponese 「Kanji」 - Rōmaji                                                  | In onda        | In onda         |
| Nº | Titolo italiano Giapponese 「Kanji」 - Rōmaji                                                  | Giapponese     | Italiano        |
| 1  | Quante miglia per il campo di battaglia ? 「戦場までは何マイル？」 - Senjō made wa nan mile?   | 25 marzo 1989  | 15 gennaio 2024 |
| 2  | Riflesso in occhi castani 「茶色の瞳に映るもの」 - Chairo no hitomi ni utsuru mono             | 25 aprile 1989 | 15 gennaio 2024 |
| 3  | E alla fine dell'arcobaleno ? 「虹の果てには？」 - Niji no hate ni wa?                         | 25 maggio 1989 | 15 gennaio 2024 |
| 4  | Oltre il fiume e tra gli alberi 「河を渡って木立を抜けて」 - Kawa wo watatte kodachi wo nukete | 25 giugno 1989 | 15 gennaio 2024 |
| 5  | Di' che non è così Bernie! 「嘘だといってよ、バーニィ」 - Uso dato itte yo, Bernie             | 25 luglio 1989 | 15 gennaio 2024 |
| 6  | La guerra in tasca 「ポケットの中の戦争」 - Pocket no naka no sensō                            | 25 agosto 1989 | 15 gennaio 2024 |